# HMS Labuan (K584)
«Лабуан» (англ. HMS Labuan (K584) — військовий корабель, фрегат типу «Колоні» Королівського військово-морського флоту Великої Британії за часів Другої світової війни.

## Історія створення
Фрегат «Лабуан» був закладений 7 серпня 1943 року на верфі американської компанії Walsh-Kaiser Company у Провіденсі, в штаті Род-Айленд, як патрульний фрегат типу «Такома» USS Harvey (PF-80). 21 вересня 1943 року він був спущений на воду, а 5 лютого 1944 року переданий до Королівських ВМС Великої Британії, де увійшов до бойового складу флоту.

## Історія служби
Протягом лютого і березня 1945 року діяв у Ла-Манші. 27 лютого 1945 року британські кораблі «Лабуан», «Лох Фада» та «Вайлд Гус» перехопили німецький підводний човен U-327 і потопили його глибинними бомбами разом з усіма 46 членами екіпажу. Того ж дня німецький U-1279 був перехоплений союзними кораблями і затоплений унаслідок скоординованої атаки глибинними бомбами британських кораблів «Лабуан», «Лох Фада» і «Вайлд Гус» та патрульного літака PB4Y-2 «Приватір» південно-східніше Сіллі. Всі 48 членів екіпажу загинули.